# Ross-on-Wye
Ross-On-Wye is een civil parish in het zuidoosten van het bestuurlijke gebied Herefordshire, in het gelijknamige Engelse graafschap. Zoals de naam aangeeft, ligt het stadje aan de Wye, een van de langste rivieren van het Verenigd Koninkrijk. Van origine slechts Ross genaamd, werd in 1931 de toevoeging on Wye aangebracht, om een onderscheid te maken met gelijknamige plaatsen in het Verenigd Koninkrijk.

## Geschiedenis
In het Domesday Boek van 1086 wordt de nederzetting vermeld als 'Rosse' en men telde er 28 huishoudens. De parochiekerk dateert van begin veertiende eeuw en bevat een paar bijzondere graven uit de zestiende eeuw.

In het midden van de achttiende eeuw werd in het stadje de Engelse toeristenindustrie geboren. De Anglicaanse priester John Egerton nam vrienden en bekenden mee op boottochtjes op de Wye, die al langer vanwege het pittoreske landschap bekendstond. In 1782 verscheen het eerste boek over deze reisbestemming en een zekere hausse aan reizigers volgde.

## Heden
De plaats telt ongeveer 10.000 inwoners. Het is een market town, waarmee in het Verenigd Koninkrijk een wettelijk onderscheid wordt gemaakt met dorp en stad, vergelijkbaar met het Nederlandse Vlek. Het staat bekend om haar vele kleine, zelfstandige winkeltjes in het oude centrum, waar ook enkele vakwerkhuizen in de Tudorstijl te vinden zijn. De ruïne van "Wilton Castle" uit de twaalfde eeuw staat aan de rand van het stadje.

## Personen
- De componist William Squire werd er in 1871 geboren. Richard Hammond, medepresentator van Top Gear, woont net buiten het stadje.
- De toneelschrijver Dennis Potter overleed er op, 7 juni 1994)